# تافی لانه‌زنبوری
تافی لانه‌زنبوری (انگلیسی: Honeycomb toffee) یک تافی شکری با بافت سبک، سفت و سخت و اسفنج مانند است. معمولاً اجزای اصلی آن عبارتند از شکر قهوه‌ای، شربت ذرت (یا ملاس) و جوش شیرین و گاهی اوقات با یک اسید مانند سرکه. واکنش جوش شیرین و اسید باعث به وجود آمدن کربن دی‌اکسید می‌شود که یک ترکیب بسیار چسبناک ایجاد می‌کند. وقتی اسید مورد استفاده قرار نگیرد، تجزیهٔ گرمایی جوش‌شیرین، کربن دی‌اکسید را آزاد می‌کند. بافت اسفنج مانند موقعی شکل می‌گیرد که شکر مایع است و سپس تافی سفت و سخت می‌شود.

## نام‌های منطقه‌ای
تافی لانه‌زنبوری با نام‌های مختلفی شناخته می‌شود از جمله:
- cinder toffee در بریتانیا[۱]
- fairy food candy یا angel food candy در ویسکانسین[۲]
- hokey pokey در نیوزیلند[۳][۴][۵][۶]
- honeycomb در آفریقای جنوبی، استرالیا، بریتانیا،[۷] ایرلند، فیلیپین و اوهایو، ایالات متحده
- old fashioned puff در ماساچوست[۸]
- puff candy در اسکاتلند[۹]
- sponge candy در میلواکی، ویسکانسین، سینت پال، مینه‌سوتا[۱۰]
- sponge toffee ("tire éponge") در کانادا[۱۱]

## نگارخانه

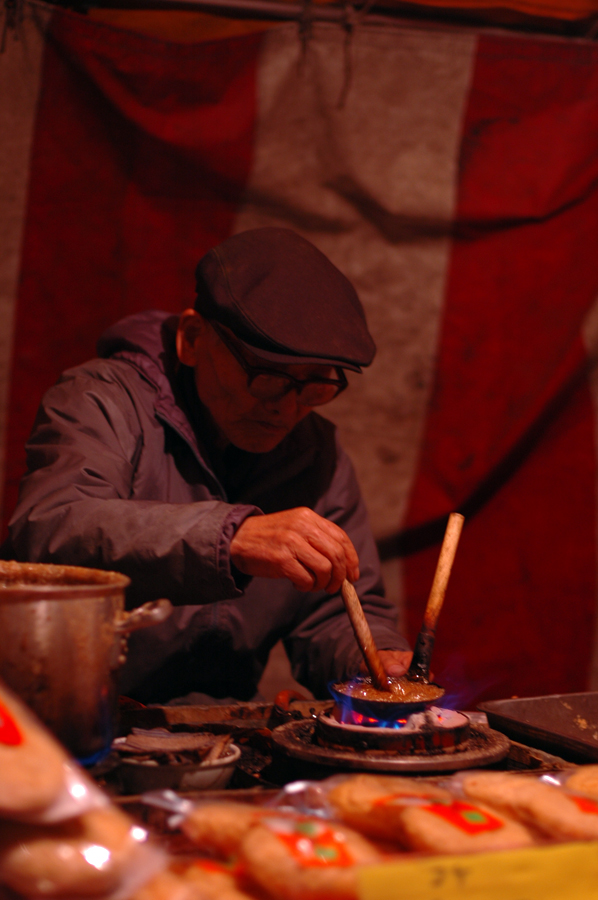
یک فروشنده خیابانی در آساکوسا توکیو، کارومه‌یاکی دست‌ساز عرضه می‌کند.
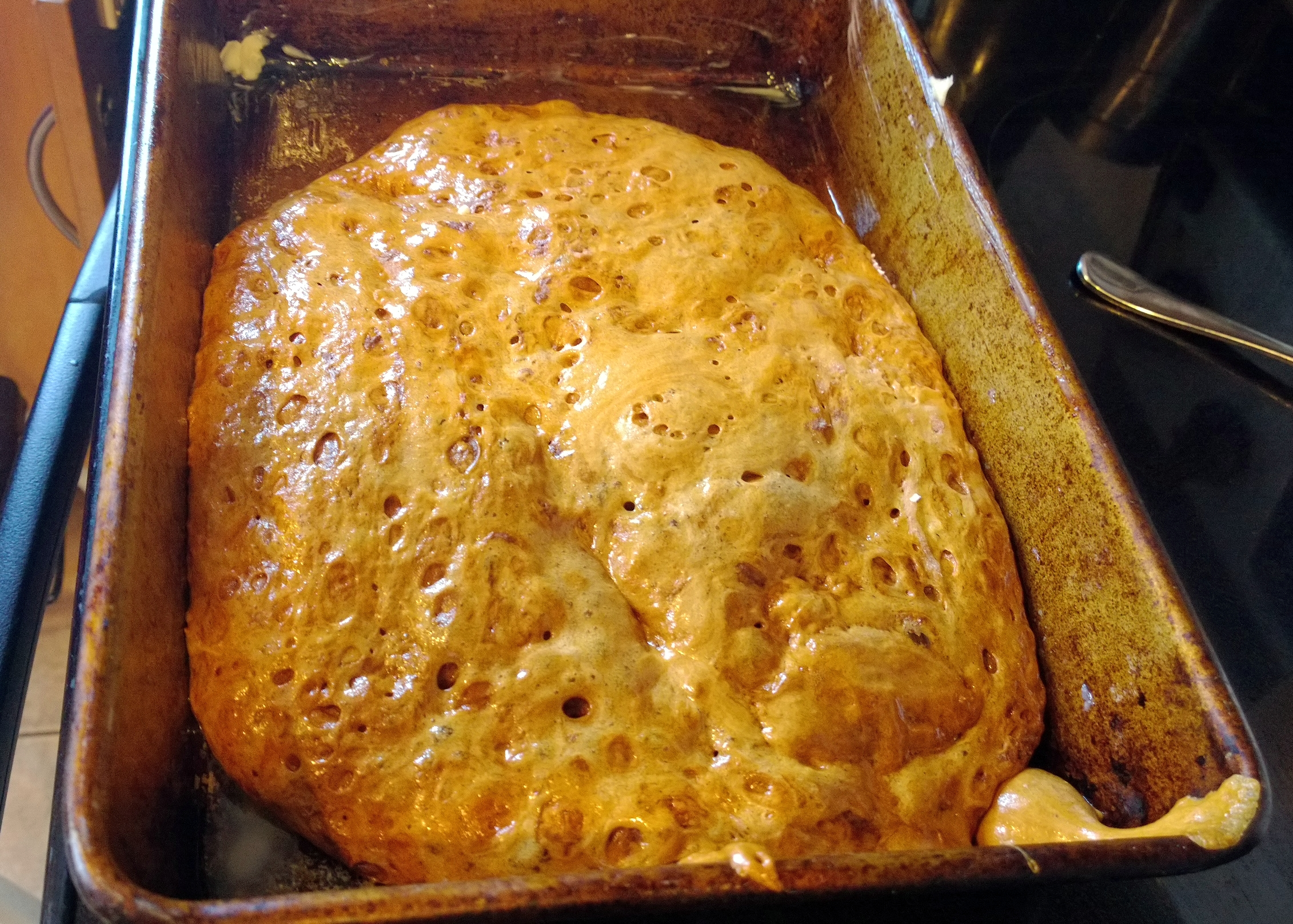
تهیه تافی لانه‌زنبوری
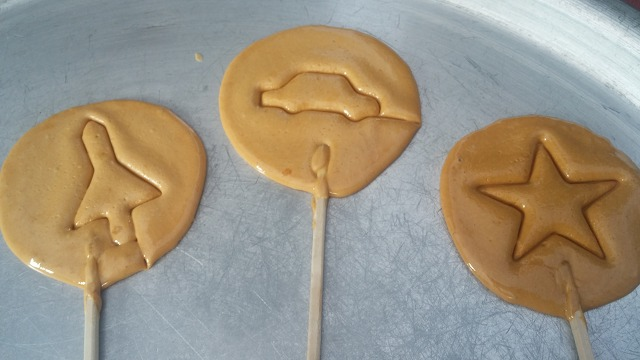
دالگونا